# Nostradamus (radar)
Il radar NOSTRADAMUS (New Transhorizon Decametric System Applying Studio Methods) è un radar trans-orizzontale sviluppato dalla società francese ONERA (Office national d'études et de recherches aérospatiales) nel 1990. È entrato in servizio per l'Armée de terre già nel 1995, nonostante sia ancora in sviluppo. Tale sistema è in grado di rilevare velivoli fino a 1000 km su tutti i 360°. La gamma di frequenze utilizzate è compresa tra 6 e 30 MHz.